# Finella purpureoapicata
Finella purpureoapicata is een slakkensoort uit de familie van de Scaliolidae. De wetenschappelijke naam van de soort is voor het eerst geldig gepubliceerd in 1905 door Preston.